# Чемпионат СССР по русским шашкам среди женщин
Чемпионат СССР по русским шашкам среди женщин — ежегодное соревнование по шашкам, которое проводилось в СССР с 1936 по 1991 год.

## История
Первые два чемпионата страны прошли в 1936 и 1937 годах. Очередной третий чемпионат прошёл после 22-летнего перерыва. Первой чемпионкой страны стала Екатерина Сущинская из Мытищ, не проигравшая ни одной партии. При равенстве очков первое место присуждалось по действующему на тот момент регламенту, обычно для определения чемпиона в этом случае проводился дополнительный матч между этими спортсменами. В некоторые годы матч не проводился и первое место присуждалось обеим спортсменкам. Финалы, которым предшествовали полуфиналы, проводились по круговой системе. Пятый чемпионат проводился по швейцарской системе.
В 1970-х годах некоторые сильные шашистки (Елена Михайловская, Людмила Сохненко и др.) перешли в международные (стоклеточные) шашки. Последний чемпионат состоялся в 1991 году. Победителем стала Алевтина Лазаренко.

## Призёры
| Номер | Год  | Место          | Золото                                                     | Серебро                                                                     | Бронза                              | Формат                                                                                            |
| 1     | 1936 | Ленинград      | Екатерина Сущинская Москва                                 | Мария Бабкина Москва                                                        | Нина Миролюбская Москва             | круговая система 20 участниц                                                                      |
| 2     | 1937 | Ростов-на-Дону | Екатерина Сущинская Москва                                 | Мария Бабкина Москва Ревекка Эстеркина Ленинград                            | ----------                          | круговая система 15 участниц                                                                      |
| 3     | 1959 | Ленинград      | Маргарита Дубова Баку                                      | Нина Миролюбская Москва Людмила Григорьева Ленинград Вера Ширкина Ленинград | ----------                          | круговая система 16 участниц                                                                      |
| 4     | 1960 | Иваново        | Алина Великовская Киев                                     | Ирина Парпулова Кишинев Ревекка Эстеркина Ленинград                         | ----------                          | круговая система 18 участниц                                                                      |
| 5     | 1961 | Таллин         | Майя Фрейдзон Харьков                                      | Ревекка Эстеркина Ленинград                                                 | Алина Великовская Киев              | швейцарская система 30 участниц                                                                   |
| 6     | 1962 | Севастополь    | Иоганна Бельская Рига                                      | Раиса Файтельзон                                                            | Майя Фрейдзон Харьков               | швейцарская система 34 участницы                                                                  |
| 7     | 1963 | Черновцы       | Софья Тарханова Уфа                                        | Иоганна Бельская Рига                                                       | Людмила Бендерская Кишинёв          | круговая система 12 участниц                                                                      |
| 8     | 1964 | Уфа            | Софья Огородникова (Тарханова) Уфа                         | Рема Гагарина Москва                                                        | Янина Аугустинайте                  | круговая система 18 участниц                                                                      |
| 9     | 1965 | Кишинёв        | Ираида Спасская                                            | Иоганна Цине (Бельская) Рига                                                | Софья Огородникова Уфа              | круговая система 17 участниц + матч за 1 место Спасская — Цине 4:2                                |
| 10    | 1966 | Нальчик        | Ираида Спасская Ленинград                                  | Софья Огородникова Уфа                                                      | Рема Гагарина Москва                | круговая система в финале 14 участниц                                                             |
| 11    | 1967 | Кисловодск     | Лариса Агафонова Москва                                    | Иоганна Цине Рига                                                           | Алина Великовская Киев              | круговая система 14 участниц + матч за 1 место Агафонова — Цине 4:2                               |
| 12    | 1968 | Таллин         | Ираида Спасская Ленинград                                  | Иоганна Цине Рига                                                           | Галина Глазова Ленинград            | круговая система 14 участниц + матч за 1 место Спасская — Цине 3:3                                |
| 13    | 1969 | Фрунзе         | Елена Михайловская Москва                                  | Янина Аугустинайте                                                          | Алина Наумова (Великовская) Киев    | круговая система 17 участниц + матч за 1 место Михайловская — Аугустинайте 3,5 : 2,5              |
| 14    | 1970 | Тирасполь      | Елена Михайловская Москва                                  | Янина Аугустинайте                                                          | Людмила Григорьева Ленинград        | круговая система 17 участниц + матч за 1 место Михайловская — Аугустинайте 3,5 : 1,5              |
| 15    | 1971 | Вильнюс        | Елена Михайловская Москва Ираида Спасская Ленинград        | ----------                                                                  | Галина Кузнецова Ленинград          | круговая система 17 участниц                                                                      |
| 16    | 1972 | Ялта           | Елена Михайловская Москва Надежда Маркявичене Вильнюс      | ----------                                                                  | Лариса Агафонова Москва             | круговая система 17 участниц                                                                      |
| 17    | 1973 | Симферополь    | Елена Соркина Минск                                        | Алевтина Лазаренко Горьий                                                   | Галина Глазова Ленинград            | 36 участниц экспериментальная система подсчёта очков                                              |
| 18    | 1974 | Чимкент        | Людмила Ильина Минск                                       | Алевтина Лазаренко Горький                                                  | Елена Соркина Минск                 | круговая система 16 участниц                                                                      |
| 19    | 1975 | Одесса         | Елена Соркина Минск                                        | Рема Гагарина Москва                                                        | Алевтина Лазаренко Горький          | круговая система 14 участниц                                                                      |
| 20    | 1976 | Полтава        | Стасе Ингауните Вильнюс Алина Наумова Киев                 | ----------                                                                  | Зинаида Белкина Гомель              | круговая система 14 участниц                                                                      |
| 21    | 1977 | Ташкент        | Людмила Григорьева Ленинград                               | Людмила Бендерская Кишинёв                                                  | Светлана Музыченко Бендеры          | круговая система 14 участниц                                                                      |
| 22    | 1978 | Ереван         | Надежда Галашова Горький                                   | Елена Соркина Минск                                                         | Рема Гагарина Москва                | круговая система 14 участниц                                                                      |
| 23    | 1979 | Кишинёв        | Галина Дмитриева Горький                                   | Елена Соркина Минск                                                         | Надежда Галашова Горький            | круговая система 14 участниц                                                                      |
| 24    | 1980 | Омск           | Галина Дмитриева Горький                                   | Надежда Галашова Горький Стасе Ингауните Вильнюс                            | ----------                          | круговая система 14 участниц + матч-турнир за 1 место                                             |
| 25    | 1981 | Пятигорск      | Алевтина Лазаренко Горький                                 | Стасе Ингауните Вильнюс                                                     | Галина Дмитриева Горький            | круговая система 14 участниц                                                                      |
| 26    | 1982 | Андижан        | Владислава Андролойц Вильнюс                               | Рема Гагарина Москва                                                        | Алина Наумова Киев                  | круговая система 16 участниц                                                                      |
| 27    | 1983 | Львов          | Галина Дмитриева Горький                                   | Алевтина Лазаренко Горький                                                  | Алина Тихеева Ленинград             | круговая система 16 участниц                                                                      |
| 28    | 1984 | Вильнюс        | Алевтина Лазаренко Горький                                 | Екатерина Сорокина Москва                                                   | Зинаида Белкина Гомель              | круговая система 16 участниц                                                                      |
| 29    | 1985 | Кишинёв        | Алевтина Лазаренко Горький                                 | Владислава Андролойц Вильнюс                                                | Екатерина Сорокина Москва           | круговая система 16 участниц                                                                      |
| 30    | 1986 | Алма-Ата       | Владислава Андролойц Вильнюс                               | Екатерина Сорокина Москва                                                   | Алевтина Лазаренко Горький          | первый этап, 24 участницы, швейцарская система в 9 туров второй этап 8 участниц, круговая система |
| 31    | 1987 | Горький        | Владислава Андролойц Вильнюс Алевтина Лазаренко Горький    | ----------                                                                  | Екатерина Сорокина Москва           | первый этап, швейцарская система в 9 туров второй этап 8 участниц, круговая система               |
| 32    | 1988 | Ишимбай        | Юлия Вайнштейн Киев                                        | Эдита Воробьёва Вильнюс                                                     | Екатерина Сорокина Москва           | первый этап, швейцарская система в 9 туров второй этап 8 участниц, круговая система               |
| 33    | 1989 | Симферополь    | Наталия Степанова Санкт-Петербург Галина Дмитриева Горький | ----------                                                                  | Екатерина Бушуева (Сорокина) Москва | первый этап, 28 участниц, швейцарская система в 9 туров второй этап 8 участниц, круговая система  |
| 34    | 1990 | Кишинев        | Алевтина Лазаренко Горький Юлия Вайнштейн Киев             | ----------                                                                  | Наталья Лебедева Горький            | первый этап, швейцарская система в 9 туров второй этап 8 участниц, круговая система               |
| 35    | 1991 | Симферополь    | Алевтина Лазаренко Горький                                 | Екатерина Бушуева Москва                                                    | Нуне Варданян Ереван                | первый этап, 22 участницы, швейцарская система в 9 туров второй этап 8 участниц, круговая система |

| Спортсменка                                                                      | 1 | 2 | 3 | Всего медалей |
| Алевтина Лазаренко                                                               | 6 | 3 | 2 | 11            |
| Галина Дмитриева                                                                 | 4 | 0 | 1 | 5             |
| Ираида Спасская Елена Михайловская                                               | 4 | 0 | 0 | 4             |
| Владислава Андролойц                                                             | 3 | 1 | 0 | 4             |
| Елена Соркина                                                                    | 2 | 2 | 1 | 5             |
| Софья Огородникова                                                               | 2 | 1 | 1 | 4             |
| Алина Наумова                                                                    | 2 | 0 | 4 | 6             |
| Екатерина Сущинская Юлия Вайнштейн                                               | 2 | 0 | 0 | 2             |
| Иоганна Бельская                                                                 | 1 | 4 | 0 | 5             |
| Стасе Ингауните                                                                  | 1 | 2 | 0 | 3             |
| Людмила Григорьева Надежда Галашова                                              | 1 | 1 | 1 | 3             |
| Майя Фрейдзон Лариса Агафонова                                                   | 1 | 0 | 1 | 2             |
| Маргарита Дубова Надежда Маркявичене Людмила Ильина Наталия Степанова            | 1 | 0 | 0 | 1             |
| Екатерина Бушуева                                                                | 0 | 3 | 4 | 7             |
| Рема Гагарина                                                                    | 0 | 3 | 2 | 5             |
| Ревекка Эстеркина                                                                | 0 | 3 | 0 | 3             |
| Янина Аугустинайте                                                               | 0 | 2 | 1 | 3             |
| Мария Бабкина                                                                    | 0 | 2 | 0 | 2             |
| Нина Миролюбская Людмила Бендерская                                              | 0 | 1 | 1 | 2             |
| Вера Ширкина Ирина Парпулова Раиса Файтельзон Эдита Воробьёва                    | 0 | 1 | 0 | 1             |
| Галина Глазова Зинаида Александрова                                              | 0 | 0 | 2 | 2             |
| Галина Кузнецова Светлана Музыченко Алина Тихеева Наталья Лебедева Нуне Варданян | 0 | 0 | 1 | 1             |